# Die for You
«Die for You» (с англ. — «Умру ради тебя») — песня, записанная канадским соул-исполнителем The Weeknd (А́бель Тесфайе), шестой трек с его третьего студийного альбома Starboy (2016). Авторами песни выступили Абель Тесфайе, Мартин Маккинни, Henry Walter, Prince 85, Cashmere Cat, Дилан Уиггинс и Билли Уолш, а продюсировали её первые пятеро. Это был один из треков Starboy, который был показан в короткометражном фильме «Mania». Он получил ранний эфир на радио urban и urban AC в августе 2017 года, а 19 сентября был отправлен на радио rhythmic contemporary в качестве пятого сингла альбома в США. Песню также планировалось отправить на американское радио contemporary hit radio 5 декабря, но её выпуск в этом формате в стране был отменён по неизвестным причинам .
Спустя шесть лет после первоначального релиза, в 2022 году, после устойчивого возрождения популярности в Интернете, песня попала в радиоэфир, достигнув новой высоты на 6-м месте в Billboard Hot 100, после первоначального 43-го места в 2016 году. 24 февраля 2023 года The Weeknd выпустил ремикс на песню «Die for You» с американской певицей Арианой Гранде, который 11 марта достиг первого места в Billboard Hot 100.

## История
В интервью на радио Beats 1 Radio с Зейном Лоу, Weeknd рассказал, что песня была закончена за неделю до выхода альбома Starboy. Из-за лирического содержания песни, в которой подробно описываются противоречивые чувства, связанные с окончанием отношений с человеком, которого он все ещё любит, это была самая трудная песня для завершения альбома.
Позднее, 19 сентября 2017 года, песня была выпущена для ритм-радио в США в качестве шестого общего сингла с альбома Starboy. После выхода в качестве сингла в Северной Америке песня заняла скромное место в различных чартах Billboard и стала умеренным канадским хитом. Позже песня «Die for You» была включена в трек-лист второго альбома лучших хитов The Weeknd, The Highlights, который вышел 5 февраля 2021 года.

## Музыка
Песня «Die for You» написана в тональности До-диез минор C♯ и имеет темп 67 ударов в минуту.

## Коммерческий успех
В Соединенных Штатах песня «Die for You» достигла лишь 43-го места в Billboard Hot 100 и продержалась в чарте три недели во время своего первоначального релиза. Кроме того, песня достигла 19 места в чарте Hot R&B/Hip-Hop Songs. В Канаде песня достигла 35-го места в Canadian Hot 100 и продержалась в чарте 20 недель.
В конце 2021 и в течение 2022 года популярность песни «Die for You» возросла, поскольку она стала вирусной на платформе социальных сетей TikTok вместе с треком с альбома «Stargirl Interlude». Это увеличение потокового вещания и продаж привело к тому, что родительский альбом песни вновь вошёл в топ-40 чарта Billboard 200. Это также привело к тому, что песня вошла в топ-40 многочисленных чартов синглов в Азии и Океании. Кроме того, песня достигла 19 места в чарте Billboard Global 200 и вновь вошла в Billboard Hot 100, достигнув шестого места. 6 февраля 2023 года песня «Die for You» возглавила чарт Radio Songs США, спустя более шести лет после появления на Starboy. Она также достигла первого места в чарте поп-радио США Mainstream Top 40. 11 марта ремикс с участием Арианы Гранде достиг первого места в Hot 100, став 7-м чартоппером для обоих исполнителей и вторым совместным успехом после «Save Your Tears», лидировавшего в 2021 году. Ремикс своим достижением позволил песне стать вторым в истории рекордсменом по времени движения к вершине от момента появления в чарте: 6 лет, 2 месяца и 3 недели (уступая только синглу «All I Want for Christmas Is You», который шёл к вершине рекордные 19 лет). Также ремикс сделал альбом Starboy рекордсменом: два его чарттоппера разделяют шесть лет (первым лидером Hot 100 была заглавная композиция «Starboy») — это рекорд по продолжительности периода между песнями № 1, изначально выпущенными на одном альбоме.

## Музыкальное видео
25 ноября 2021 года, в честь пятилетней годовщины выхода Starboy, Weeknd неожиданно выпустил клип на песню «Die for You», режиссёром которого стал Кристиан Бреслауэр. В клипе отдается дань уважения научно-фантастическому сериалу ужасов «Очень странные дела» и научно-фантастическому фильму 1982 года «Инопланетянин (E.T.)».

## Список композиций
Digital / streaming single
1. «Die for You» — 4:20
2. «Die for You» (instrumental) — 4:19

Digital / streaming single
1. «Die for You» — 4:20
2. «Die for You» (music video) — 4:40

Digital / streaming single
1. «Die for You» — 4:20
2. «Die for You» (instrumental) — 4:19
3. «Die for You» (music video) — 4:40

Digital / streaming single
1. «Die for You» — 4:20
2. «Die for You» (instrumental) — 4:19
3. «Die for You» (sped up) — 3:43

## Чарты
| Чарт (2016—2023)                       | Высшая позиция |
| -------------------------------------- | -------------- |
| Австралия (ARIA)                       | 3              |
| Австрия (Ö3 Austria Top 40)            | 7              |
| Brazil (Brasil Hot 100)                | 82             |
| Канада (Billboard Canadian Hot 100)    | 19             |
| Канада (Billboard AC)                  | 18             |
| Канада (Billboard CHR/Top 40)          | 6              |
| Канада (Billboard Hot AC)              | 22             |
| Чехия (Singles Digitál Top 100)        | 13             |
| Дания (Tracklisten)                    | 3              |
| Франция (SNEP)                         | 20             |
| Германия (GfK)                         | 10             |
| Мир (Billboard Global 200)             | 19             |
| Greece International (IFPI)            | 7              |
| Венгрия (Single Top 40)                | 18             |
| Венгрия (Stream Top 40)                | 7              |
| Ирландия (IRMA)                        | 3              |
| Италия (FIMI)                          | 31             |
| Lithuania (AGATA)                      | 35             |
| Malaysia (Billboard)                   | 11             |
| Malaysia International (RIM)           | 2              |
| MENA (IFPI)                            | 3              |
| Нидерланды (Dutch Top 40)              | 13             |
| Нидерланды (Single Top 100)            | 5              |
| Philippines (Billboard)                | 13             |
| Португалия (AFP)                       | 1              |
| Singapore (RIAS)                       | 4              |
| Slovakia (Singles Digitál Top 100)     | 9              |
| Испания (PROMUSICAE)                   | 53             |
| Sweden Heatseeker (Sverigetopplistan)  | 1              |
| Швейцария (Schweizer Hitparade)        | 4              |
| Великобритания (OCC UK Singles)        | 3              |
| Великобритания (OCC UK Hip Hop/R&B)    | 1              |
| США (Billboard Hot 100)                | 6              |
| США (Billboard Adult Contemporary)     | 12             |
| США (Billboard Adult Pop Airplay)      | 7              |
| США (Billboard Dance/Mix Show Airplay) | 11             |
| США (Billboard Hot R&B/Hip-Hop Songs)  | 3              |
| США (Billboard R&B/Hip-Hop Airplay)    | 26             |
| США (Billboard Pop Airplay)            | 1              |
| США (Billboard Rhythmic)               | 2              |
| Vietnam (Vietnam Hot 100)              | 39             |

| Чарт (2017)                  | Позиция |
| ---------------------------- | ------- |
| US Hot R&B Songs (Billboard) | 35      |

| Чарт (2018)                  | Позиция |
| ---------------------------- | ------- |
| US Hot R&B Songs (Billboard) | 44      |

| Чарт (2022)                          | Позиция |
| ------------------------------------ | ------- |
| Global 200 (Billboard)               | 103     |
| US Hot R&B/Hip-Hop Songs (Billboard) | 49      |
| Vietnam (Vietnam Hot 100)            | 96      |

| Чарт (2023)                       | Позиция |
| --------------------------------- | ------- |
| Australia (ARIA)                  | 6       |
| Denmark (Tracklisten)             | 41      |
| Italy (FIMI)                      | 97      |
| Netherlands (Single Top 100)      | 24      |
| Switzerland (Schweizer Hitparade) | 55      |
| UK Singles (OCC)                  | 17      |
| US Adult Contemporary (Billboard) | 19      |
| US Adult Top 40 (Billboard)       | 20      |
| US Mainstream Top 40 (Billboard)  | 4       |
| US Rhythmic (Billboard)           | 7       |

## Сертификации
| Регион | Сертификация  | Продажи   |
| --- | ------------- | --------- |
| Австралия (ARIA) | 2× Платиновый | 140 000   |
| Канада (Music Canada) | 8× Платиновый | 640 000   |
| Дания (IFPI Danmark) | Платиновый    | 90 000    |
| Франция (SNEP) | Бриллиантовый | 333 333   |
| Германия (BVMI) | Золотой       | 200 000   |
| Италия (FIMI) | Платиновый    | 100 000   |
| Польша (ZPAV) | Платиновый    | 50 000    |
| Португалия (AFP) | 5× Платиновый | 50 000    |
| Швейцария (IFPI Switzerland) | Платиновый    | 30 000    |
| Великобритания (BPI) | 2× Платиновый | 1 200 000 |
| США (RIAA) | 5× Платиновый | 5 000 000 |
| Стриминг |               |           |
| Греция (IFPI Greece) | 3× Платиновый | 6 000 000 |
| Данные о продажах + прослушиваниях приведены только на основе сертификации. · Данные только о прослушиваниях приведены на основе сертификации. |               |           |

## Ремикс с SZA
4 октября 2021 года в восемнадцатом эпизоде радиошоу Memento Mori на Apple Music 1 от Weeknd состоялась премьера неизданного ремикса на песню «Die for You» с участием певицы SZA, после того как в сентябре того же года песня получила большое количество просмотров.

## Ремикс с Арианой Гранде
Ещё один ремикс, совместный с американской певицей Арианой Гранде, был выпущен 24 февраля 2023 года с сопроводительным лирическим видео. 21 февраля 2023 года Гранде поделилась в социальных сетях видео, на котором она работает над ремиксом песни, которая станет лид-синглом предстоящего седьмого студийного альбома Гранде, и которая была записана во время съёмок для экранизации мюзикла «Злая». Песня стала четвёртой совместной работой Weeknd и Гранде после «Love Me Harder» (2014), «Off the Table» (2020) и ремикса на «Save Your Tears» (2021). Ремикс получил наибольшее количество потоков за первый день для ремикса в истории Spotify — 8,9 миллионов потоков

### Список композиций
Digital / streaming single
1. «Die for You» (remix; with Ariana Grande) — 3:52

Digital single
1. «Die for You» (remix instrumental; with Ariana Grande) — 4:19

Digital / streaming EP
1. «Die for You» (remix; with Ariana Grande) — 3:52
2. «Die for You» — 4:20
3. «Die for You» (instrumental) — 4:19
4. «Die for You» (sped up) — 3:43

Digital / streaming single
1. «Die for You» (remix acapella; with Ariana Grande) — 3:52

### Чарты
| Чарты (2023)                          | Высшая позиция |
| ------------------------------------- | -------------- |
| Аргентина (Argentina Hot 100)         | 63             |
| Бельгия/Фландрия (Ultratop 50)        | 42             |
| Бельгия/Валлония (Ultratop 50)        | 40             |
| Bolivia (Billboard)                   | 25             |
| Brazil Songs (Billboard)              | 25             |
| Канада (Billboard Canadian Hot 100)   | 2              |
| Croatia (Billboard)                   | 13             |
| France Airplay (SNEP)                 | 10             |
| Мир (Billboard Global 200)            | 2              |
| Greece International (IFPI)           | 3              |
| Hong Kong (Billboard)                 | 13             |
| India International Singles (IMI)     | 2              |
| Indonesia (Billboard)                 | 3              |
| Japan Hot Overseas (Billboard Japan)  | 2              |
| Latvia (LAIPA)                        | 4              |
| Latvia Airplay (LAIPA)                | 10             |
| Lithuania (AGATA)                     | 4              |
| Luxembourg (Billboard)                | 2              |
| Malaysia (Billboard)                  | 1              |
| Malaysia International (RIM)          | 1              |
| Malta (IFPI)                          | 11             |
| Mexico (Billboard)                    | 18             |
| Новая Зеландия (Recorded Music NZ)    | 2              |
| Норвегия (VG-lista)                   | 6              |
| Peru (Billboard)                      | 11             |
| Philippines (Billboard)               | 1              |
| Poland (Polish Streaming Top 100)     | 11             |
| Romania (Billboard)                   | 7              |
| Serbia (IFPI)                         | 26             |
| Singapore (RIAS)                      | 1              |
| South Africa (Billboard)              | 7              |
| South Korea (Circle)                  | 160            |
| Suriname (Nationale Top 40)           | 27             |
| Швеция (Sverigetopplistan)            | 8              |
| Taiwan (Billboard)                    | 13             |
| США (Billboard Hot 100)               | 1              |
| США (Billboard Hot R&B/Hip-Hop Songs) | 1              |
| Vietnam (Vietnam Hot 100)             | 1              |

| Чарт (2023)                          | Позиция |
| ------------------------------------ | ------- |
| Belgium (Ultratop 50 Wallonia)       | 89      |
| Canada (Canadian Hot 100)            | 11      |
| Global 200 (Billboard)               | 5       |
| Netherlands (Dutch Top 40)           | 83      |
| New Zealand (Recorded Music NZ)      | 7       |
| US Billboard Hot 100                 | 7       |
| US Hot R&B/Hip-Hop Songs (Billboard) | 3       |

### Сертификации
| Регион | Сертификация  | Продажи   |
| --- | ------------- | --------- |
| Новая Зеландия (RMNZ) | 4× Платиновый | 120 000   |
| Испания (PROMUSICAE) | Платиновый    | 60 000    |
| Стриминг |               |           |
| Греция (IFPI Greece) | Золотой       | 1 000 000 |
| Данные о продажах + прослушиваниях приведены только на основе сертификации. · Данные только о прослушиваниях приведены на основе сертификации. |               |           |